# Saukonsaari (ö i Mellersta Finland, Jyväskylä, lat 62,22, long 25,83)
Saukonsaari är en ö i Finland. Den ligger i sjön Päijänne och i kommunen Jyväskylä i den ekonomiska regionen  Jyväskylä ekonomiska region  och landskapet Mellersta Finland, i den södra delen av landet, 230 km norr om huvudstaden Helsingfors. Öns area är 0,5 hektar och dess största längd är 90 meter i nord-sydlig riktning.